# Kalyon Stadyumu
Das Kalyon Stadyumu ist ein Fußballstadion in der türkischen Stadt Gaziantep, Hauptstadt der gleichnamigen Provinz. Der ehemalige Fußballverein Gaziantepspor aus der Süper Lig nutzte das Stadion bis zu seiner Auflösung 2020 als Heimspielstätte. Heute ist der Gaziantep FK in der Anlage beheimatet. Die neue Anlage ersetzte das 1974 eröffnete Kâmil Ocak Stadı. Das frühere Gaziantep Stadyumu trägt den Sponsornamen des Bauunternehmens Kalyon Grup. Laut dem türkischen Fußballverband Türkiye Futbol Federasyonu (TFF) bietet das Stadion 30.320 Plätze.

## Geschichte
Das Kâmil Ocak Stadı entsprach schon länger nicht mehr den modernen Ansprüchen, auch Renovierungen konnten diesen Zustand nicht ändern. Es dauerte aber bis 2012, bis ein endgültiges Konzept für den Neubau stand. Das Architekturbüro Bahadir Kul Architects steuerte den Entwurf zur Veranstaltungsstätte bei. Der Neubau sollte 96 Mio. TRY (24,3 Mio. Euro) kosten und 36.000 Plätze erhalten mit der Möglichkeit einer Erweiterung auf 43.000 Plätze. Im Mai 2013 begannen die vorbereitenden Arbeiten und im August des Jahres startete die Errichtung der neuen Spielstätte. Der Baugrund, etwa sechs Kilometer nördlich des Stadtzentrums, war zuvor eine Ackerfläche. Daran verlaufen in der Nähe östlich die Schnellstraße D 850 und die Autobahn O-52, die die Besucher zum Stadion und wieder wegbringen können. Der Bau wurde Tribüne für Tribüne errichtet. Vom Westen, Süden und Osten wurde als letztes der Rang im Norden vollendet. Ende 2015 wurde auch die Überdachung fertiggestellt. Bis Ende 2016 wurde mit den Installations- und Einrichtungsarbeiten der Innenausbau durchgeführt, so war eine Eröffnung vor Januar 2017 nicht möglich.
Das Kalyon Stadyumu bietet auf den vier doppelstöckigen und überdachten Rängen Platz für 30.320 Zuschauer. Die Bestuhlung ist neben den Vereinsfarben Rot und Schwarz in Weiß gehalten. Auf den Längstribünen im Westen und Osten stehen je 27 Logen zur Verfügung. Es befinden sich 100 rollstuhlgerechte Plätze plus 100 weitere für deren Begleiter im Stadionrund. Das Stadion bietet eine Fläche von 158.000 m2 und verfügt umliegend über 1363 Parkplätze. Die Stadionfassade wurde u. a. mit Platten aus Verbundwerkstoff und Membranstreifen in den Vereinsfarben, auf einem geometrischen Skelettbau, verkleidet. Besonderes Merkmal dabei ist der Farbwechsel, wenn man sich an der Fassade vorbeibewegt.
Am 15. Januar 2017 wurde die neue Heimstätte von Gaziantepspor mit dem Ligaspiel gegen Antalyaspor (0:3) eingeweiht. Die Eröffnung stand unter keinem guten Stern. Da die syrische Stadt Aleppo nur 85 Kilometer südlich liegt, wurden die Sicherheitsvorkehrungen verschärft. Im Vorfeld der Partie wurden angeblich 12.000 Eintrittskarten verteilt. Zu der Niederlage der Heimmannschaft kamen 9417 Zuschauer und füllten das Gaziantep Stadyumu nur zu einem Viertel. Gaziantepspor rutschte auf den letzten Tabellenplatz ab. Das Stadion sollte schon im Jahr zuvor eingeweiht werden und der festgelegte Kostenrahmen wurde mit 120 Mio. TRY (30,36 Mio. Euro) überschritten.